# L'Espace antérieur
L'Espace antérieur est un roman de Jean-Loup Trassard paru le 15 septembre 1993 aux éditions Gallimard et ayant reçu l'année suivante le prix France Culture.

## Éditions
- L'Espace antérieur, éditions Gallimard, 1993  (ISBN 2070735842)